# Pleurothallis portillae
Pleurothallis portillae är en orkidéart som beskrevs av Carlyle August Luer. Pleurothallis portillae ingår i släktet Pleurothallis och familjen orkidéer. Inga underarter finns listade i Catalogue of Life.